# Карл Уве Кнеусгор
Карл Уве Кнеусгор (норв. Karl Ove Knausgård; нар. 6 грудня 1968, Осло) — норвезький письменник, відомий шістьма автобіографічними романами під назвою «Моя боротьба» (норв. Min Kamp).

## Біографія
Народився в Осло, ріс на острові Тромей (норв. Tromøy), найбільшому острові Південної Норвегії, і в Крістіансанні. У 1999-2002 був одним з редакторів норвезького літературного журналу «Вагант», заснованого в 1988. Для цього журналу він написав статті про американського письменника-постмодерніста Дона Делілло і про «Божественну комедію» Данте, а також підготував інтерв'ю з норвезькими письменниками Руне Крістіансеном (Rune Christiansen) і Туре Еріком Лундом (Thure Erik Lund). У 2010 році Кнаусгор заснував невелике видавництво «Пелікан» (Pelikanen).

### Літературна кар'єра
Дебютував в 1999 році романом «Геть від світу», який отримав Премію асоціації норвезьких критиків, це стало першим випадком в історії премії, коли нагороду отримав дебютний роман. Авторитетний норвезький філолог і критик Ейстен Ротта вбачав у романі вплив Кнута Гамсуна, «Лоліти» Набокова і норвезького письменника Ангнара Мюкела.
Другий роман «Всьому свій час» (En tid for alt, 2004), його герой-оповідач вирішує написати книгу про історію ангелів, його головне джерело - трактат про ангелів, що належить італійському теологу XVI століття, який, коли був молодий, зустрів пару ангелів . Назва книги на норвезькому (і в перекладі на британську англійську) містить відсилання до Екклезіаст (3: 1): «Всьому (свій) час, і (свій) термін кожній справі під небесами: Час народжуватися і час помирати». Критик Guardian Саллі Вікерс відзначала, що Кнаусгор хороший в описах природи, відтворенні атмосфери, а історико-соціологічні та теологічні екзерсиси стають занадто частими й нав'язливими, вони відволікають і затягнуті.

### Моя боротьба
Цикл з шести автобіографічних романів, опублікованих з 2009 по 2011 рік, складається з понад 3500 сторінок. Цикл викликав суперечки, головним чином, тому що назва повторює назву книги Гітлера, і частково тому що автор заходить занадто далеко в описах приватного життя своїх друзів і сім'ї, в тому числі, бабки і колишньої дружини. Книги ці, проте, були добре зустрінуті критикою, особливо перші два томи. У країні з населенням менш як 5 мільйонів осіб «Моя боротьба» розійшлася тиражем понад 450 000 екземплярів. «Моя боротьба» була перекладена кількома мовами, зокрема данською, шведською, англійською.